# Таможенный и акцизный департамент Гонконга
Таможенный и акцизный департамент Гонконга является государственным учреждением, ответственным за защиту Гонконга, специального административного района, от контрабанды; защиту и сбора государственных доходов и обеспечение уплаты таможенных товаров; обнаружение и удержание незаконного оборота наркотиков и злоупотребления контролируемых наркотиков, защиту прав интеллектуальной собственности; защиту интересов потребителей, а также защиту и содействие законной торговле и отстаивание целостности торговой системы Гонконга.